# 国分川 (千葉県)

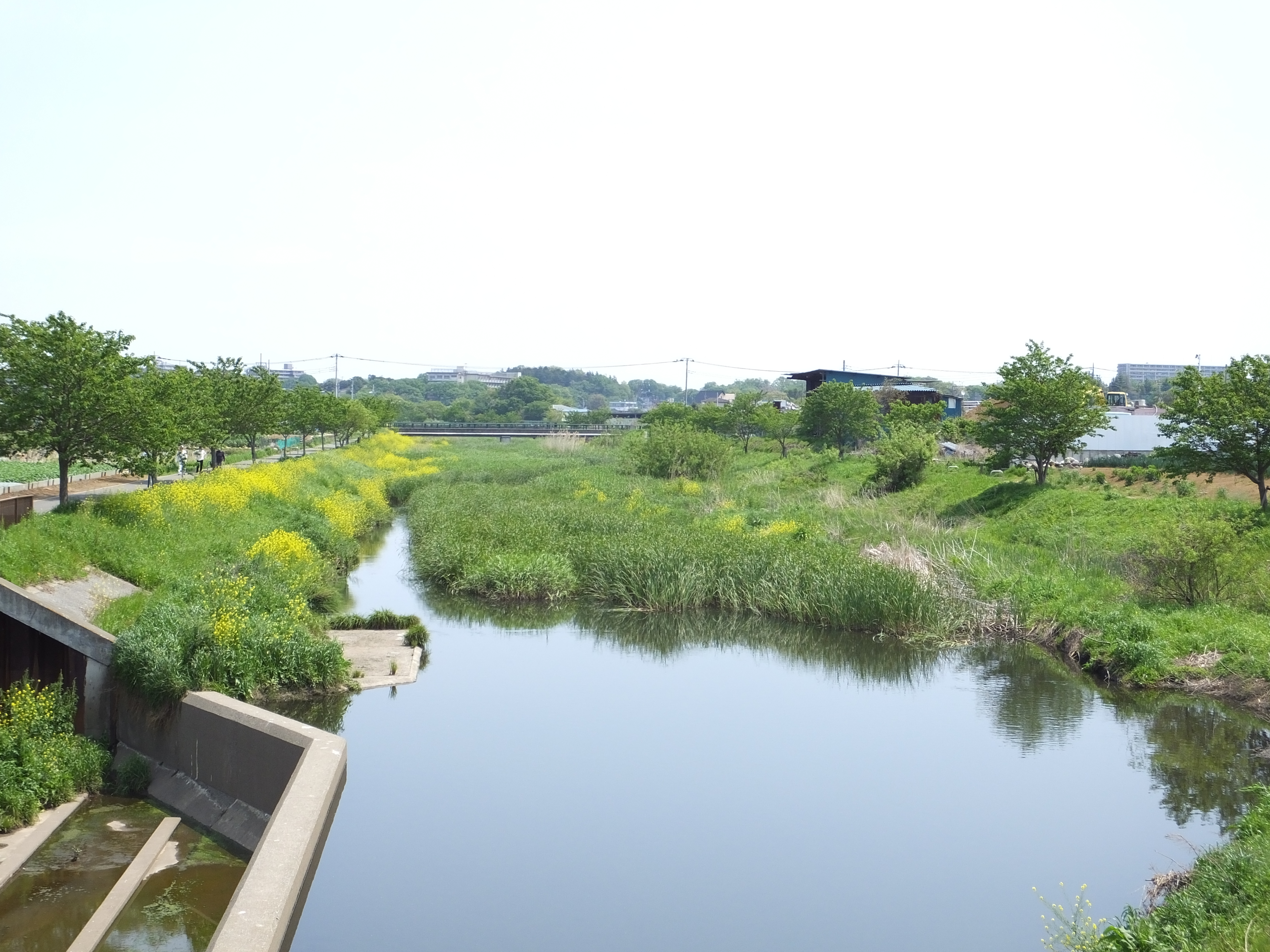
獅子舞橋より上流方

国分川（こくぶがわ）は、千葉県松戸市・市川市を流れる利根川水系の一級河川。市川市内にある「国分」を冠する町名は全て「こくぶん」と読むが、河川名は「こくぶ」が正しい。
国分川に関連して、現在両市にそれぞれ存在する春木川（はるきがわ）についても当記事で述べる。

## 地理
松戸市五香西4丁目付近に源を発し西へ流れる。地形が入り組み、道路の地下を流れる部分もある。源流部は正式には「松飛台排水路」という名称であり、日暮7丁目付近で常盤平排水路を合わせ「春木川」となる。住宅街を南下し、黎明橋より更に「国分川」に名称を変える。川幅が広がり、低木や草の繁茂する自然土手になる。紙敷付近で紙敷川を合わせ川幅は最大になるが、和名ヶ谷付近で国分川分水路を西に分ける。増水時は大半の流れが国分川分水路の地下を通り坂川へ流出する。川幅がおおかた狭まった国分川は稔台排水路（和名ヶ谷水路）を合わせて南へ進み、市川市内に入る。稲越付近で更に春木川を分け、並行して流れる。東国分付近で春木川と再合流すると、間もなく真間川へ流れ込む。
河口から黎明橋までの5,560mが一級河川国分川として指定されている。かつては水源部から真間川合流点まで全て「春木川」と呼ばれ、国分川は市川市内の西側バイパスに過ぎなかった。だがそのバイパスであった国分川が主軸として位置付けられ、河口から松戸市内までを「一級河川国分川」に指定して一体的に河川整備を進めていった。その結果として残った「春木川」という河川は名称上、一級河川指定の市川市内東側バイパス（延長2,210m・流域面積2.4k㎡）と、準用河川指定の松戸市内黎明橋より上流（延長1,167m）の2箇所に存在する。

## 治水
国分川は真間川へ流入する河川では大柏川に次ぐ規模（計画流量最大地点では大柏川より高い）である。1965年（昭和40年）2月26日告示で一級河川に指定、現在の東側バイパスにあたる市川市内の春木川は1971年（昭和46年）3月20日告示で一級河川に指定された。
1979年（昭和54年）度より真間川流域総合治水事業が開始され、真間川水系の一級河川指定区間において河川整備が始まった。その後松戸市内の準用河川春木川区間について後述の国分川分水路整備とともに一級河川への格上げ（千葉県治水事業への組み入れ）要望がなされ、国分川については1994年（平成6年）7月25日告示改正で一級河川指定区間上流端が獅子舞橋から黎明橋まで1,170m延長され、現在の形になった。

### 国分川分水路

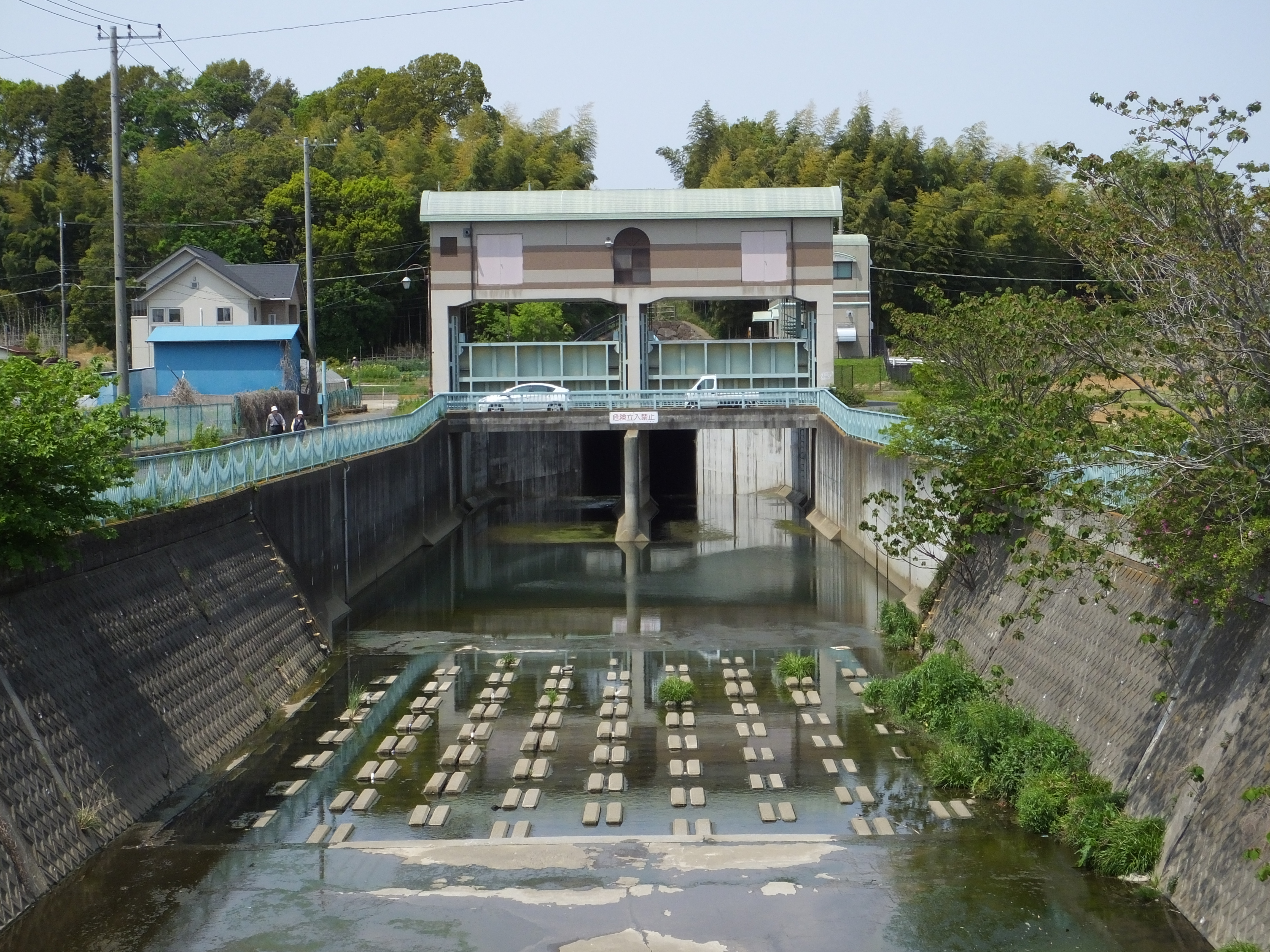
和名ヶ谷水門（馬川橋より下流方）

国分川では台風通過の度に流域で数百ha・数千戸もの家屋が浸水していた。流量自体が多いため、特に合流先の真間川流域では市街化の進行も著しく、松戸市内上流部から流出した洪水が数年に一度の割合で記録的水害を起こしていた。下流市街地では河道の拡幅にも限界があり、真間川の治水事業開始前から抜本的解決を図り対策が行われてきた。
国分川分水路は松戸市の和名ヶ谷にて国分川本川より分派し、同市上矢切で坂川へ接続する延長3,362m・流域面積19.4㎡の分水路であり、うち和名ヶ谷水門から上矢切水門までの2,555mがトンネル区間になっている。1973年（昭和48年）より松戸市が主体となり都市小河川改修事業として事業が開始され、1983年（昭和58年）までに用地取得と開削部の工事を行った。翌年より真間川流域総合治水事業に組み入れられ、千葉県主導でトンネル工事が進められた。1993年（平成5年）7月にトンネル部分の工事が完了。その後は水門や和名ヶ谷水路（国分川分水路と交差）の整備を行い、年度末にあたる1994年（平成6年）3月22日に通水を開始した。この国分川分水路工事の一環で坂川下流部1.8kmの改修工事、また坂川の江戸川合流地点にあたる柳原排水機場の改築工事が付随的に行われ、1997年（平成9年）度をもって全事業が完了した。
流下能力は毎秒100立方メートルの計画で建設され、従来市川市へ流出していた毎秒120立方メートルの大部分を受け持つこととなった。時間降雨量50mmに対応し、完成後は台風等の際にも国分川下流部及び真間川流域の浸水被害が激減しており、抜本的な治水対策として非常に貢献度が高い。なお国分川分水路は、国分川の一級河川指定区間延長と同時に全区間が一級河川に指定されている。

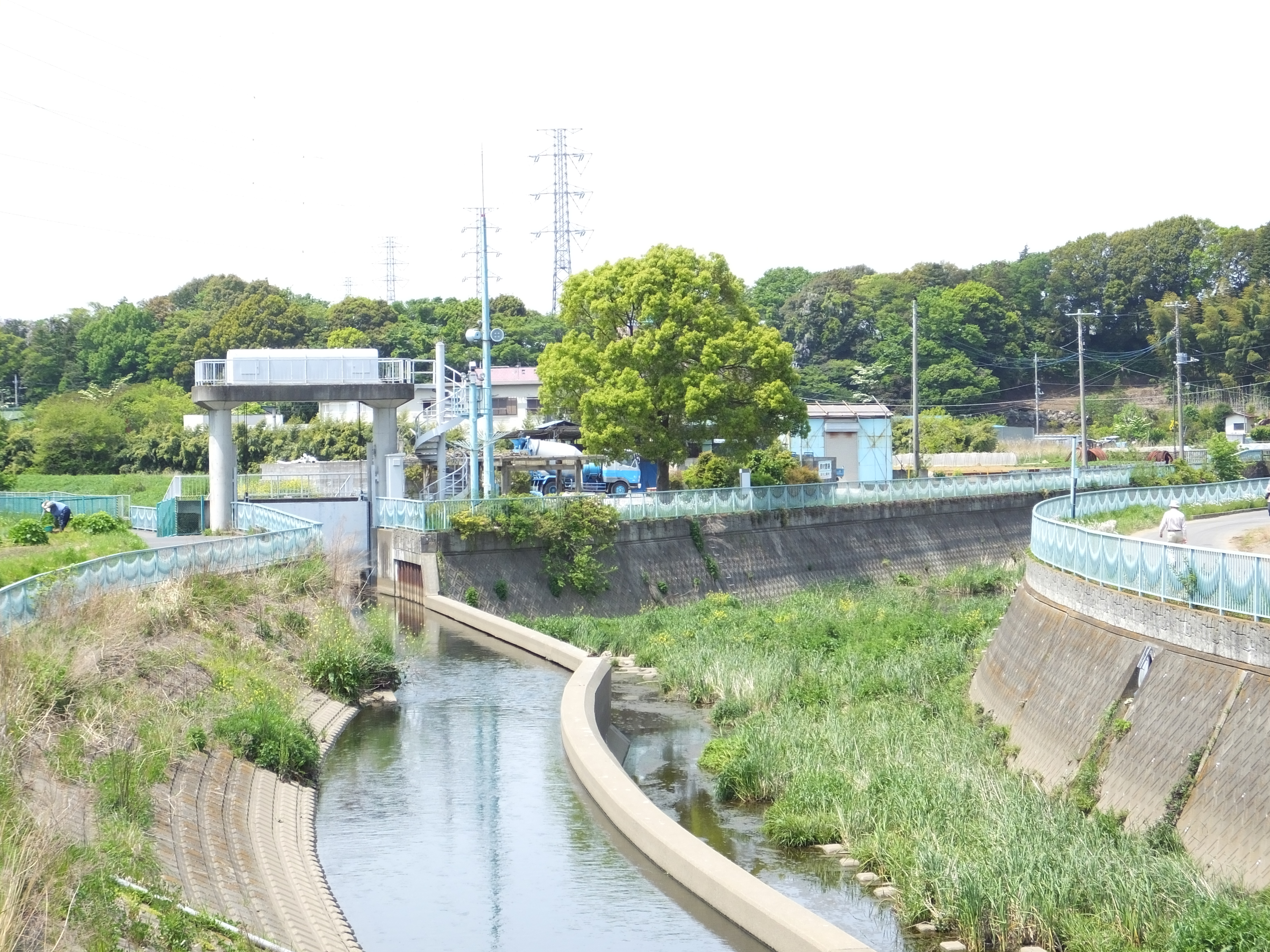
国分川（左）と国分川分水路（右）の分派点。越流堤で完全に仕切られており通常は本川の方を水が流れていく。

このように国分川分水路は今では絶大な効果を発揮しているが、トンネル区間の地上部は二十世紀が丘の住宅街（とちのき通り下）に位置し、また地質は未固結含水砂層で地盤沈下や斜面崩落の危険性もあり、NATM工法を採用するなど悪条件下での工事が続いていた。また工事期間中の台風上陸により、後述のような悲惨な事故も発生している。

#### 国分川分水路トンネル水没事故

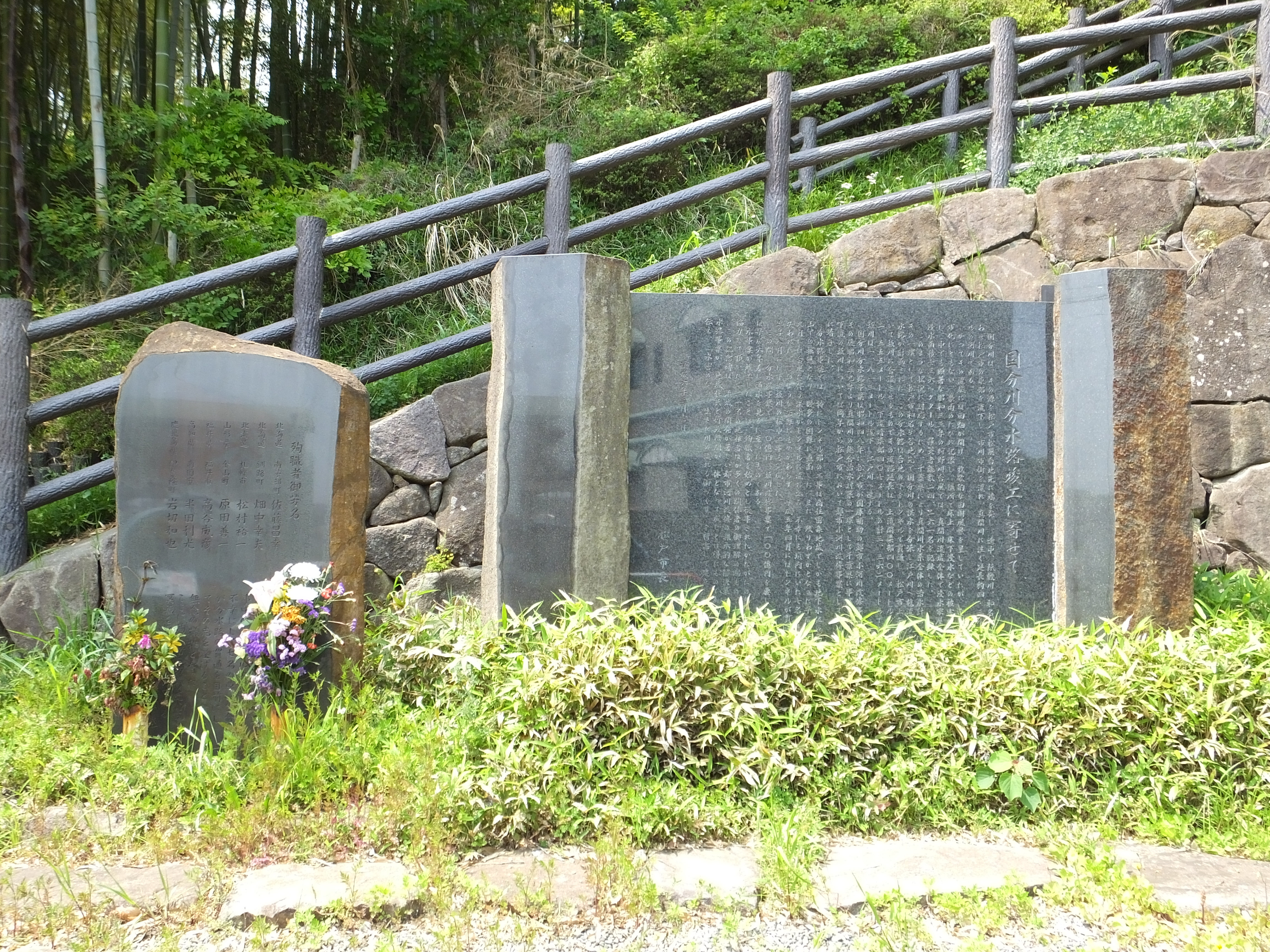
国分川分水路竣工記念碑とトンネル水没事故の犠牲者慰霊碑

1991年（平成3年）9月19日、上陸した平成3年台風第18号は近畿地方から北東部へ進んでいた。当日は千葉県北西部地方に大雨洪水警報、雷・強風・波浪注意報が出されており、松戸市内では1時間31mmの降雨量を記録している。しかしその中でも作業員による分水路掘削が続けられていた。
16時30分頃、トンネル東端では国分川が氾濫していた。濁流は土手にあった土嚢・仮堤防を越えて、仮締切（千葉県管理）手前の掘削地へ流れ込み始めた。施工を続ける飛島建設の現場代理人は作業員引き上げを指示したが、その後千葉県真間川改修事務所の国分川建設課の課長が作業継続の旨を現場代理人に伝える。そして一人の係員が現場に残っていた5人の作業員に対し、作業終了後にトンネルを上がるように指示した。
暫くして、仮締切に溜まりつつあった水位を確認した係員が現場へ避難を指示。その後別の3人の係員は竪坑を降り、まだ残って作業継続中であった3人の作業員へ避難の旨を伝えるため現場へ向かった。更に仮締切から戻ってきた係員も竪坑を降りて現場へ向かう。この時竪坑直下では工事主任が待機していた。
17時18分頃、係員4人がトンネルの奥へ向かう最中に仮締切が決壊。鉄砲水が押し寄せトンネルは水没。工事主任は竪坑の階段にしがみついて避難したが、係員4人と作業員3人、計7人が水に飲み込まれ水死した。当日21時より排水作業が開始されたが、水位が下がらない上にトンネル内は酸欠状態のため救出作業は難航した。遺体が発見されたのは事件発生3日後であった。そのような中事件発生日の翌日にあたる9月20日に、酸欠による耐圧強度低下によりトンネル上部のとちのき通りが一部陥没し、周辺住民が避難するという事態も発生した。
工事責任者（国分川建設課の課長）の判断ミスもさることながら、情報伝達の遅れや仮締切について（設計者の意図とは異なる設計になっていた）も一因として問題視された。飛島建設とその現場代理人は書類送検の上で罰金刑20万円となり、そして当時の国分川建設課の課長は1998年（平成10年）4月、東京高裁で執行猶予3年禁錮2年の判決が下された（最高裁への上告棄却により確定）。千葉県側は仮締切の設置管理を担っていたこともあり、作業継続指示ではなく緊急時の退避指示義務を怠ったことに過失があるとした。
この事件以来中断されていた分水路工事は、翌年1992年（平成4年）8月21日になって再開された。

### 河川改修事業

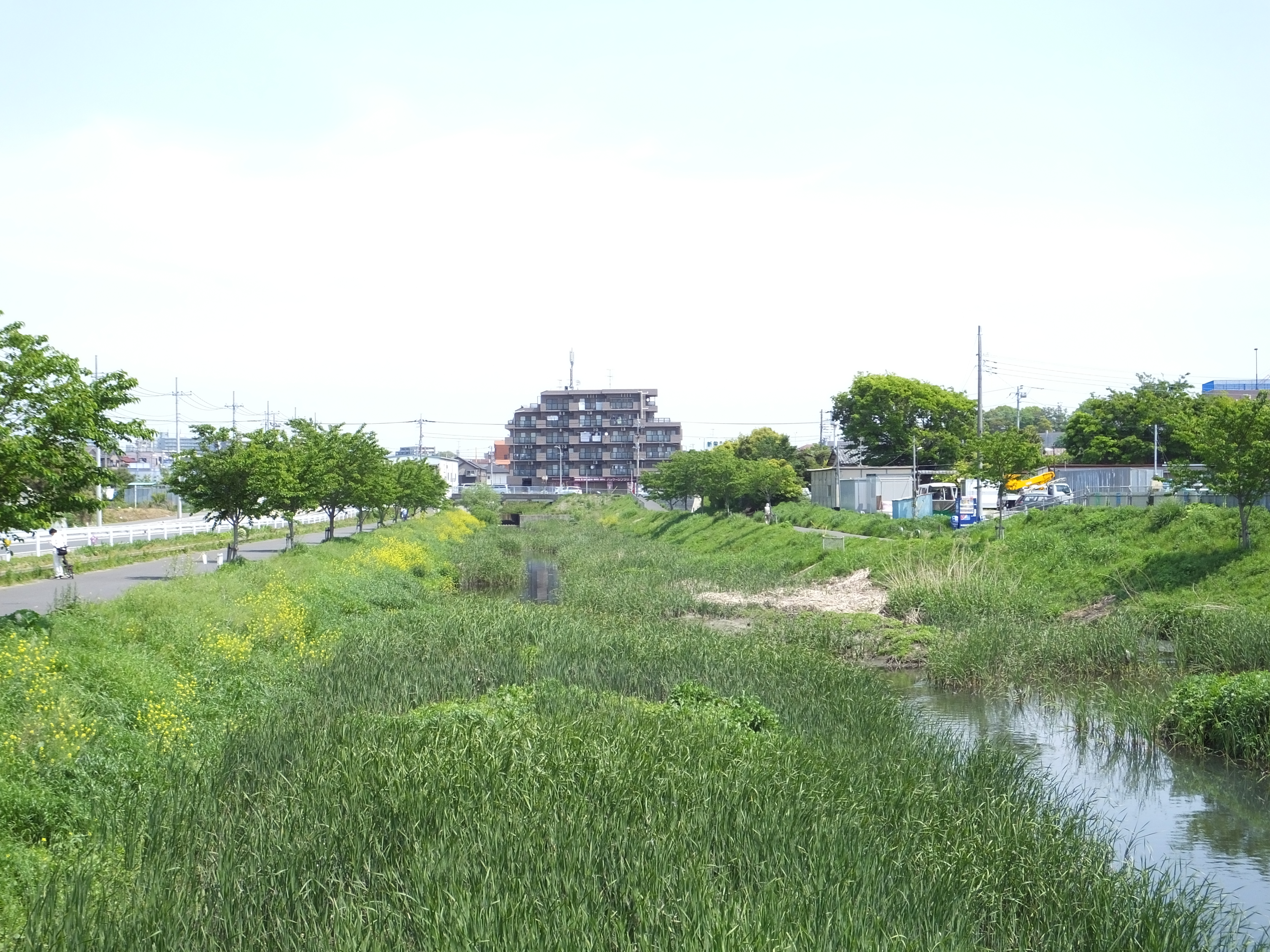
河川改修により自然土手になった国分川上流（高坏橋より上流方）

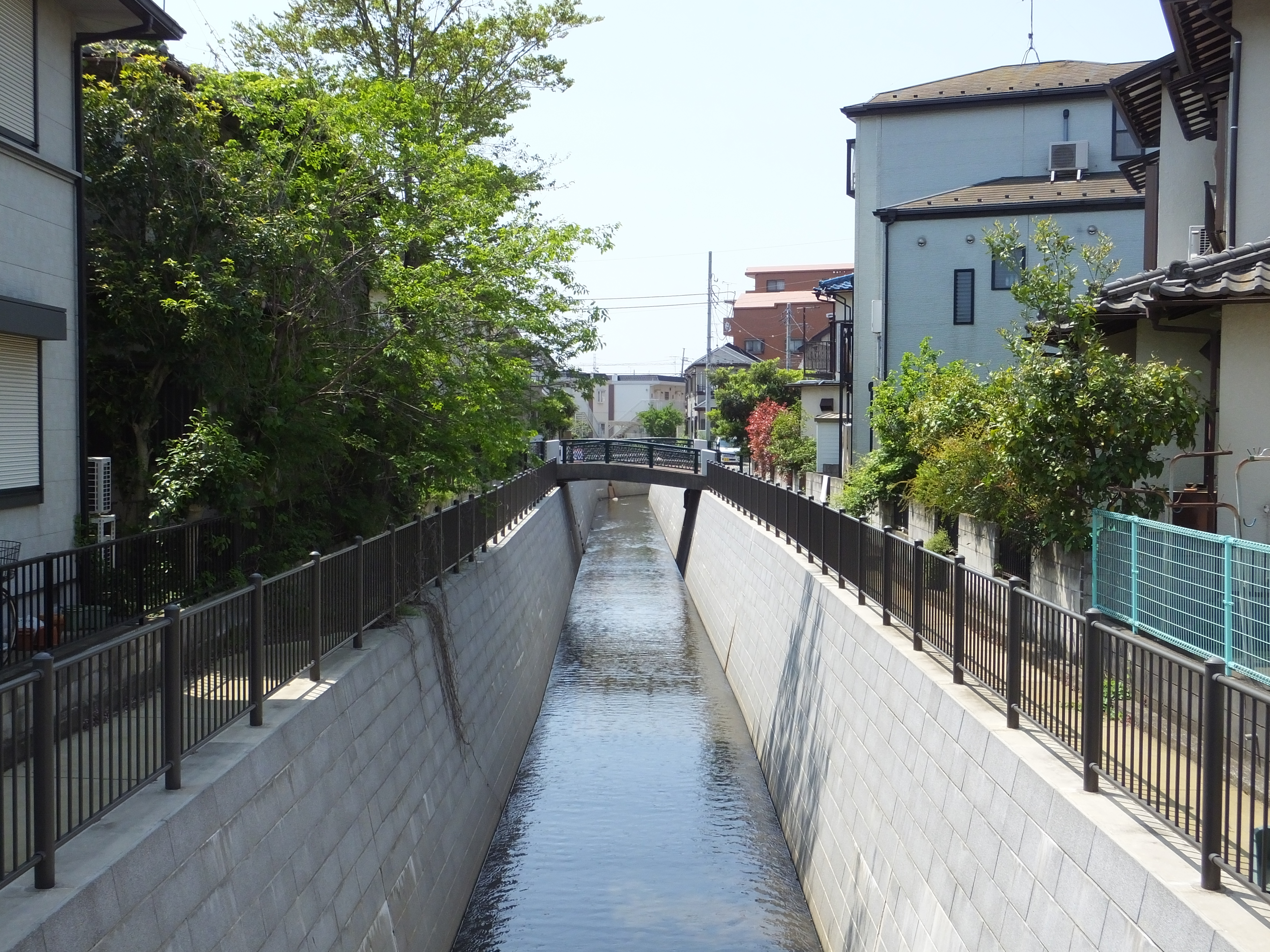
河川改修の進む準用河川春木川（高暮橋より下流方）

国分川の河川改修事業は前述の真間川流域総合治水事業とともに開始され、その後の激特事業や都市小河川事業・都市基盤河川事業を経て2010年（平成22年）までに河口から国分川橋までの3.3kmの整備が完了した。下流部は毎秒35立方メートルの流量に対応できる構造としており、引き続き国分川水門までの河川整備が続けられている。一方松戸市内の整備については当時の一級河川指定区間が獅子舞橋までだったことや、国分川分水路の完成を待っていたこともあり着手が遅れていた。昭和末頃は台風で毎年のように被害を受けていたため、1982年（昭和57年）3月から1988年（昭和63年）3月にかけて復旧工事を繰り返しているが、効果は上がらなかった。その後分水路が完成し一級河川指定区間も延長されたが、通常は千葉県施行で河川整備を進めることになるはずが、県からの要請により松戸市施行で進める方針に決めていた。1994年（平成6年）度に下流部から都市小河川改修事業により河川拡幅（用地買収）・整備を開始し、2007年（平成19年）度まで続けられた。時間降雨量50mm対応・流下能力毎秒70立方メートルの計画で、鋼矢板仕切りだった両岸は自然土手になり、河川幅も3倍程度に広がった。
だが国分川上流部の拡幅工事期間中に、準用河川春木川で10数年ぶりに台風による水害が発生したことから、春木川区間についても河川整備が望まれるようになった。現に流下能力は国分川に対し著しく不足していたこともあり、2006年（平成18年）度に基本構想が策定され、黎明橋から高暮橋までの414mについて剣橋を境に1期・2期区間に位置付け、国分川上流部の改修が終わる2007年（平成19年）度に4か年事業で改修が始められた。2010年（平成22年）6月30日に完了し、引き続き高暮橋より武蔵野線橋梁までの416m区間について2011年（平成23年）度より改修が開始され、2014年（平成26年）度の完了予定で現在も続けられている。時間降雨量50mmに対応し、流下能力は改修前の毎秒7立方メートルから35立方メートルへと引き上げられている。
市川市内の春木川については全区間千葉県の管理下にある。国分川のバイパスでありながら、総合治水計画ではその機能を変え、国分川の洪水を分流させず自己流域のみを受け持つ河川となった。1995年（平成7年）の水害を契機に河口手前に水門と春木川排水機場の設置を激特事業で進めた（平成11年度完了）。また2005年（平成17年）度までを第1期整備区間として河口より曽谷橋まで河川整備が行われた。それに並行して1985年（昭和60年）策定の市川市雨水排水基本計画に基づき時間雨量50mmに対応する雨水幹線も整備が進んだ。引き続き2006年（平成18年）度より2014年（平成26年）度までを第2期整備区間として、曽谷橋より上流の河川整備と春雨橋より上流の護岸工事が現在も進められている。
支流の紙敷川については国分川の改修工事完了を受け、流域の関台・紙敷両土地区画整理事業の進捗に合わせて下流部より河川改修を行っている。だが関台土地区画整理事業からすると紙敷川は事業境界部に位置するため、改修費を組合負担としたことに対し組合側が2005年（平成17年）11月22日付で不当利得を請求し市側を提訴する事案があった（資金不足補填を狙ったものであり、結果組合側の敗訴）。

### 貯留施設の整備

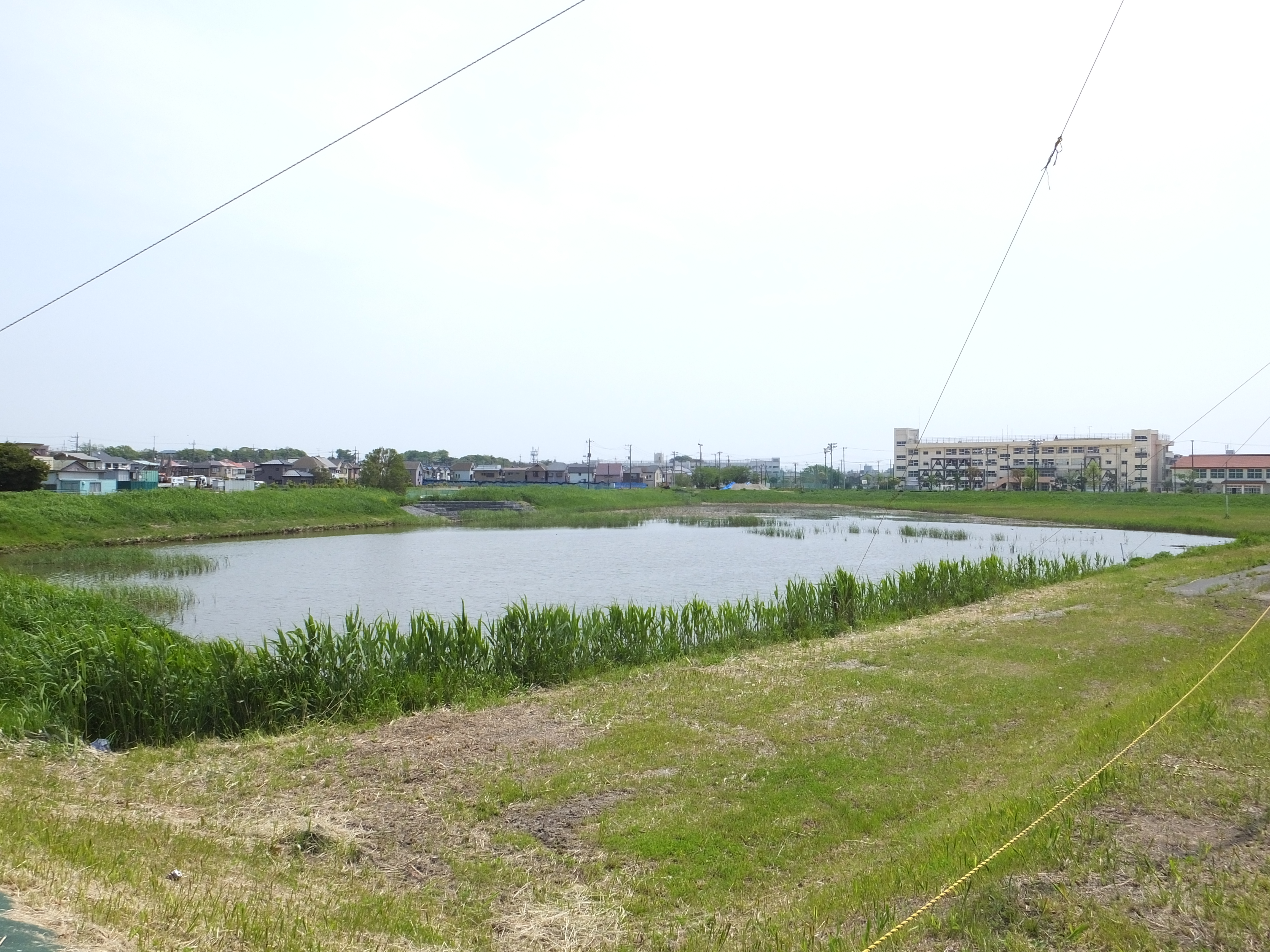
整備中の国分川調節池

国分川・春木川の洪水に対し、真間川流域総合治水対策の一環で国分川調節池の整備が進行中である。場所は国分川と春木川の分派地点から下流約1,200mに渡り、両川に挟まれた市川市稲越・東国分3丁目付近一帯に位置し、計画面積は24.2ha、計画貯留量は303,000立方メートルである。上流区域（上池）・中央区域（中池）・下流区域（下池）に分かれ、正確には前者2つ（213,000立方メートル）が国分川に係るため「国分川調節池」、後者（90,000立方メートル）が春木川に係るため「春木川調節池」という名称だが、まとめて国分川調節池と総称される。1994年（平成6年）度より事業着手し、用地取得を開始した。2000年（平成12年）度に用地取得完了部分から掘削工事に着手。当初は2010年（平成22年）度末の終了予定だったが、春木川の市道橋架け替えが遅れたため2012年（平成24年）度に掘削工事が完了し、周辺道路整備が開始されている。
一方で国分川調節池は市内では貴重な水辺空間になるため、上部利用について2001年（平成13年）度より「国分川調節池整備検討委員会」（行政主導）・「国分川調節池を考える会」（市民主導）を発足させ、整備方針の検討が行われている。2003年（平成15年）に「人と生き物の輝く池を次の世代に手渡そう」というテーマを基本方針とした国分川調節池整備基本計画を策定した。市民からは健康志向の高まりからスポーツ施設利用の要望も出され、最終的に自然復元ゾーン、自然ふれあいゾーン、散策・休息ゾーン、管理・駐車場ゾーン、多目的利用ゾーンの5つに定められた。2007年（平成19年）度には周辺住民公募で「国分川調節池を育む会」を発足させ、各ゾーンの詳細を検討している。調節池の掘削工事完了に伴い、2012年（平成24年）度に中池広場から実施設計が始まった。2013年（平成25年）10月にその一部について整備工事が開始、翌年度より供用開始される予定。これを皮切りに2017年（平成29年）度までに下池広場までの上部整備を概ね終了させる事業スケジュールを組んでいる。中池と下池の間の道路には、2014年（平成26年）度に桜の植樹も予定されている。
国分川調節池以外にも、春木川改修事業の一環として1994年（平成6年）度から1999年（平成11年）度にかけて、前述の春木川排水機場（ポンプ能力毎秒5t）に併設する約11,000tの地下貯留施設を整備した。また支流の紙敷川でも、前述の区画整理事業の一環で下流部に調整池を整備している。

## 水質

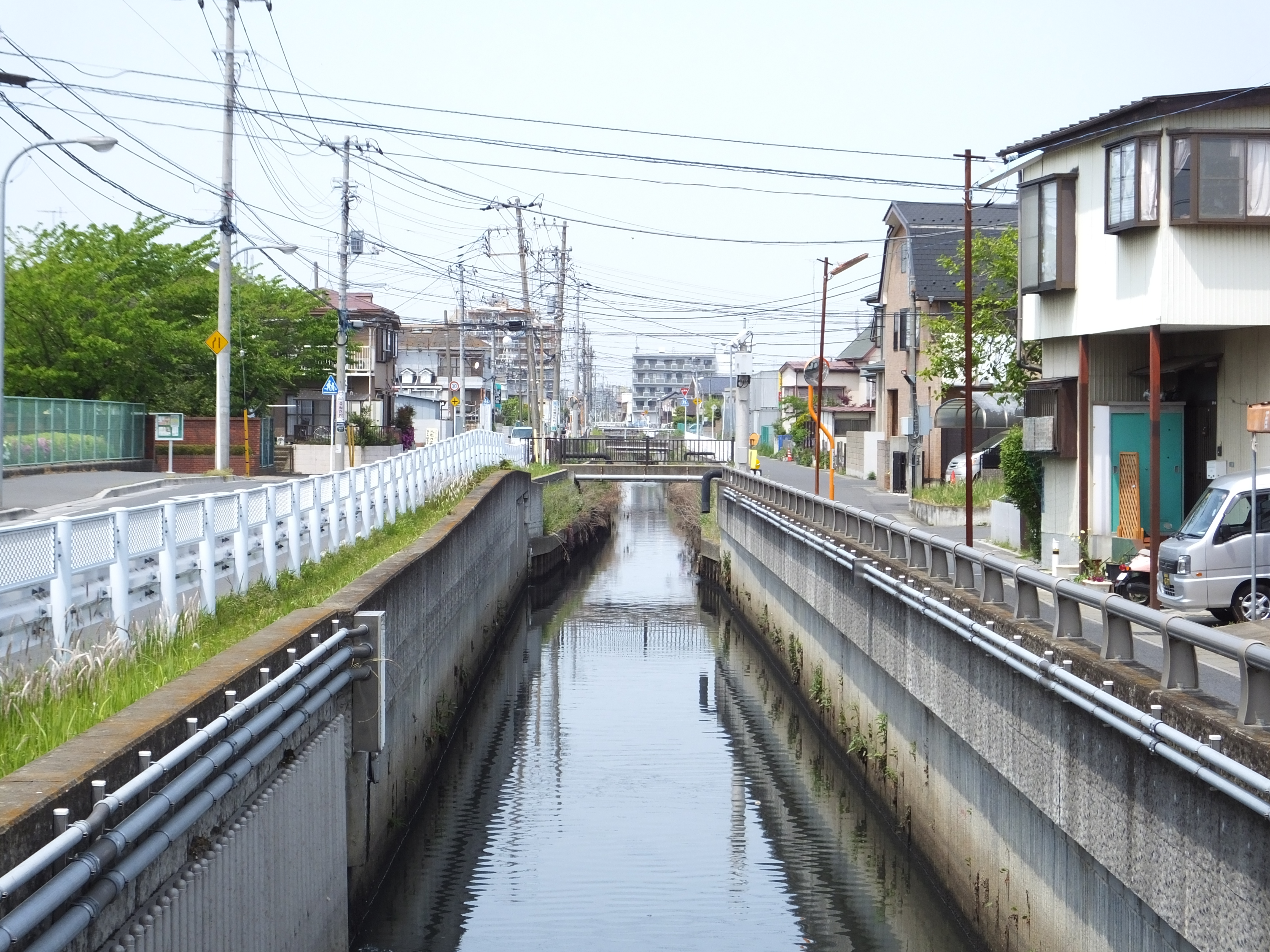
「日本一汚い川」の常連組
一級河川春木川（ゆりの橋より上流方）

市川市内の春木川は幾度となく「日本一汚い川」となっており、その様子が2007年（平成19年）にNHK総合「欽ちゃんのワースト脱出大作戦」で取り上げられたこともある。春木川・国分川は昭和30年代までは水質良好であったが、昭和40年代以降都市化の進行により生活排水が流れ込むようになった。河川の全国水質調査において、春木川が1988年（昭和63年）にBOD測定値44mgでワースト1位に初登場。間を空けて2000年（平成12年）度に国分川がワースト2位・春木川がワースト3位に挙がり、以降は両河川とも毎年のように水質ワースト5位以内にランクインするようになった。1997年（平成9年）度以降の春木川・国分川のランクイン状況は以下の通りである。
| 年度                 | 春木川         | 国分川         | 備考                                        |
| -------------------- | -------------- | -------------- | ------------------------------------------- |
| 1997年（平成 9年）度 | ランク外       | ランク外       |                                             |
| 1998年（平成10年）度 | ランク外       | 5位（16mg/l）  |                                             |
| 1999年（平成11年）度 | ランク外       | ランク外       | 国分川はワースト9位、春木川はワースト13位。 |
| 2000年（平成12年）度 | 3位（16mg/l）  | 2位（17mg/l）  |                                             |
| 2001年（平成13年）度 | 1位（18mg/l）  | 4位（14mg/l）  |                                             |
| 2002年（平成14年）度 | 3位（17mg/l）  | ランク外       | 国分川はワースト6位。                       |
| 2003年（平成15年）度 | 1位（13mg/l）  | 5位（11mg/l）  |                                             |
| 2004年（平成16年）度 | 1位（14mg/l）  | 3位（10mg/l）  |                                             |
| 2005年（平成17年）度 | 2位（14mg/l）  | 5位（10mg/l）  |                                             |
| 2006年（平成18年）度 | 4位（12mg/l）  | ランク外       | 国分川はワースト13位。                      |
| 2007年（平成19年）度 | 1位（12mg/l）  | ランク外       |                                             |
| 2008年（平成20年）度 | 3位（9.7mg/l） | ランク外       |                                             |
| 2009年（平成21年）度 | 3位（10mg/l）  | 4位（9.2mg/l） |                                             |
| 2010年（平成22年）度 | 2位（9.2mg/l） | ランク外       |                                             |
| 2011年（平成23年）度 | 2位（9.1mg/l） | 5位（8.2mg/l） |                                             |
| 2012年（平成24年）度 | 1位（9.4mg/l） | 4位（7.7mg/l） |                                             |
| 2013年（平成25年）度 | 4位（8.6mg/l） | ランク外       | 国分川はワースト15位。                      |
| 2014年（平成26年）度 | 1位（8.8mg/l） | ランク外       | 国分川はワースト13位。                      |
| 2015年（平成27年）度 | 1位（10mg/l）  | ランク外       | 国分川はワースト6位。                       |
| 2016年（平成28年）度 | 2位（9.4mg/l） | ランク外       | 国分川はワースト6位。                       |
| 2017年（平成29年）度 | 5位（7.0mg/l） | ランク外       | 国分川はワースト10位。                      |
| 2018年（平成30年）度 | 3位（7.7mg/l） | ランク外       | 国分川はワースト16位。                      |
| 2019年（令和元年）度 | 4位（7.6mg/l） | ランク外       | 国分川はワースト12位。                      |
| 2020年（令和2年）度  | 1位（10mg/l）  | ランク外       | 国分川はワースト8位。                       |

このように春木川は過去10回近く全国ワースト1位を記録してきたが、水質汚濁の原因の9割は生活雑排水であった。1992年（平成4年）に水質汚濁防止法に基づき千葉県から生活排水対策重点地域に指定され、市川市は翌年3月に生活排水対策推進計画を策定、市民への啓発や合併処理浄化槽の普及や下水道整備の促進を始めた。また流入水路を浄化するため、1991年（平成3年）度から1993年（平成5年）度にかけて曽谷周辺の地下3箇所に接触曝気方式の水質浄化施設を埋設した（総事業費4億2,400万円）。1日に約1,500立方メートルの家庭排水を処理する。1999年（平成11年）度から2000年（平成12年）度にかけては千葉県により分派地点近くに春木川浄化施設が設置された。国分川の水を取水し浄化して春木川へ放流する仕組みで、1日に3,000tをBOD除去率50%以上で浄化する。松戸市内では国分川に流入する排水路のうち、特に汚濁の進んだ稔台排水路について1996年（平成8年）に改修工事を行い、簡易浄化施設を設置した。また国分川にも直接浄化施設の設置が求められており、千葉県主導で黎明橋から紙敷川合流地点の付近に浄化施設を作る計画がある（日量28,000t・BOD除去率約60%）。
こうした取り組みにもかかわらず、国分川・春木川は水質ワーストランキングの常連から抜け出すには至っていない。両河川の抜本的な水質対策には、東京外かく環状道路（東京外環自動車道）の延伸と合わせて予定されている江戸川流域下水道松戸幹線の整備が不可欠であり、水質は改善傾向にあるもののこの下水道事業に伴う面的な整備なくしてはなかなか水質浄化に至らないのが現状である。

### 国分川鯉のぼりフェスティバル

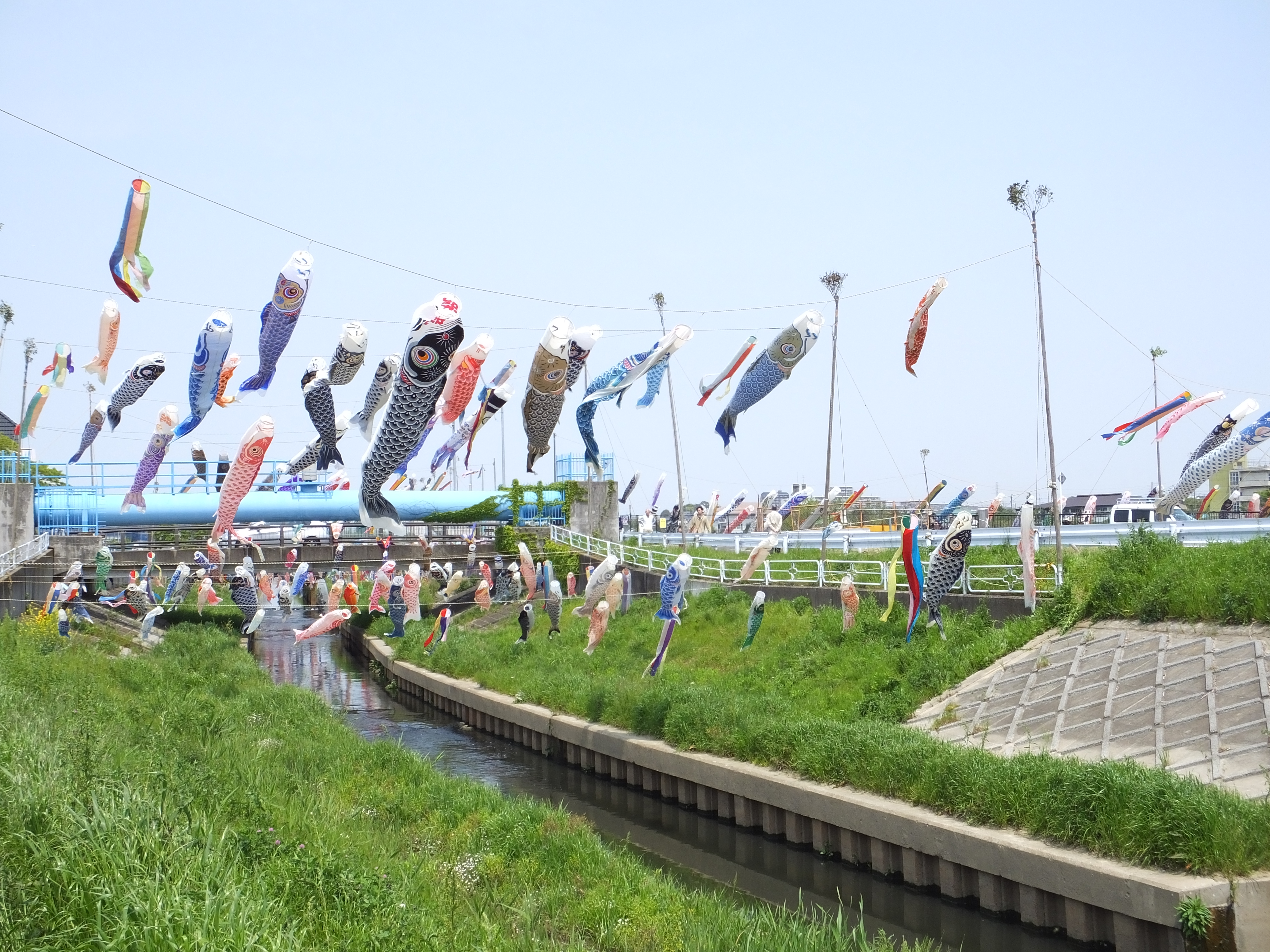
関下橋周辺一帯に掲揚される鯉のぼり

毎年ゴールデンウィークになると市川市内で「国分川鯉のぼりフェスティバル」が開催され、国分川の関下橋周辺及び国分川調節池にて数百匹の鯉のぼりが掲揚される。これは地元自治体が国分川・春木川の水質悪化に対し、「蘇れ！清流」をテーマに川の浄化と地域活性化を目指して1990年（平成2年）5月に始めたもので、以来行政等の協力もあり規模を拡大して毎年行われている。模擬店や地元小学校の演奏会などのイベントも催され、参観者は数千人にも及ぶようになった。今では市川市北部の晩春の風物詩の一つとして地域住民に親しまれている。
鯉のぼり掲揚は毎年4月29日から5月5日まで、うち模擬店等のイベント開催は5月4日が通例である。

## 主な橋

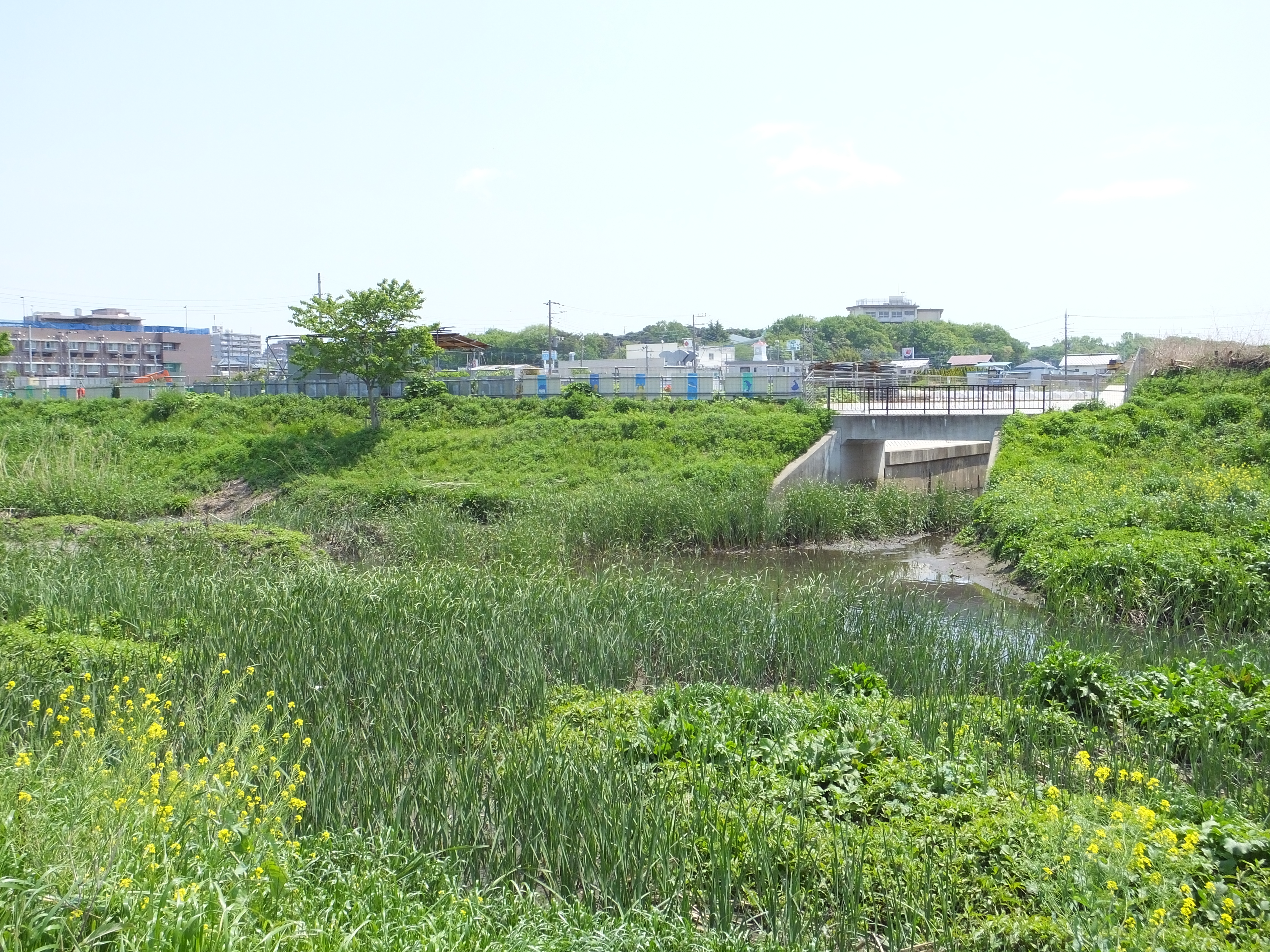
紙敷川の国分川への流入地点

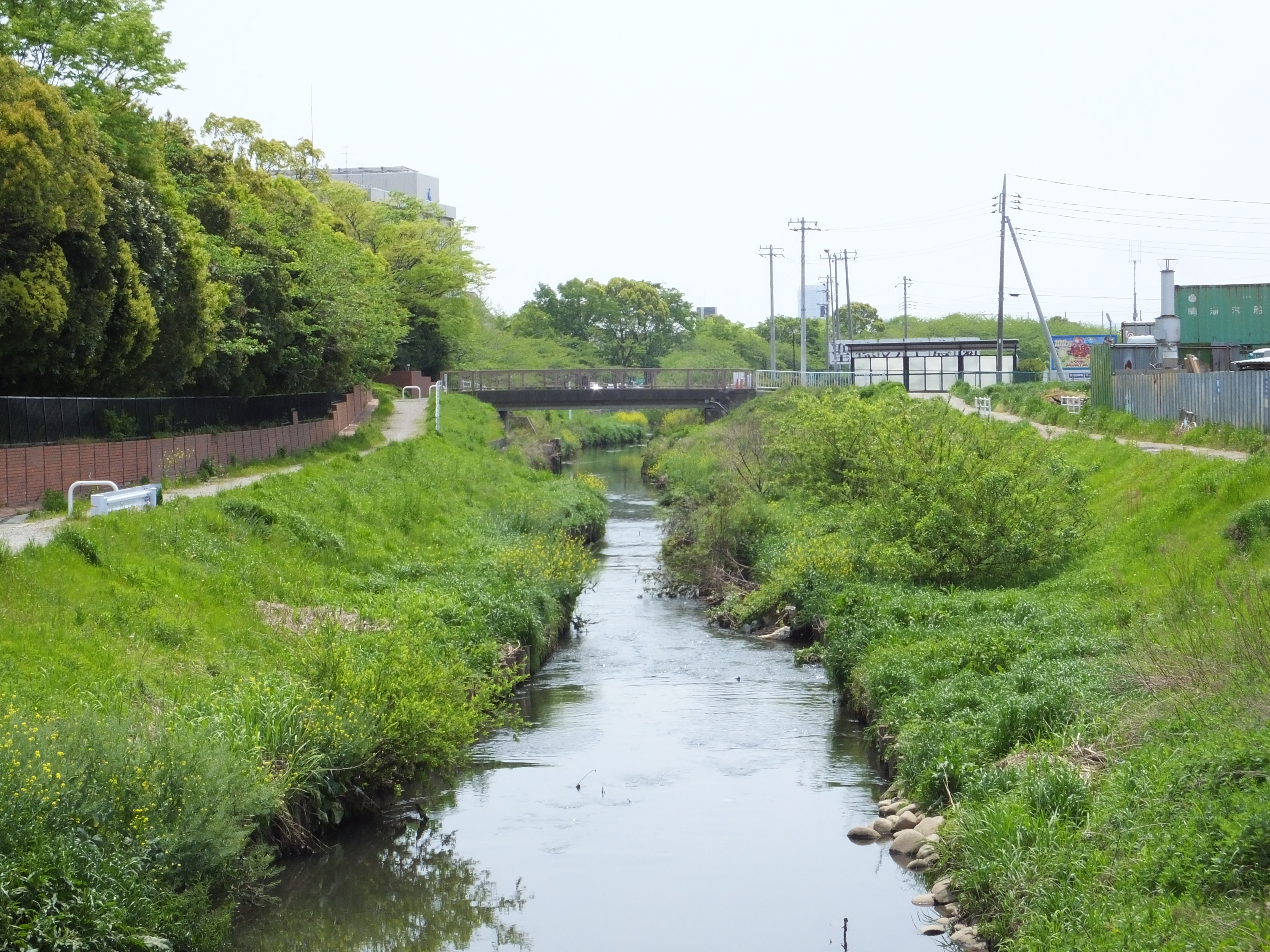
国分川橋より下流方。千葉県による改修工事が進んでいる

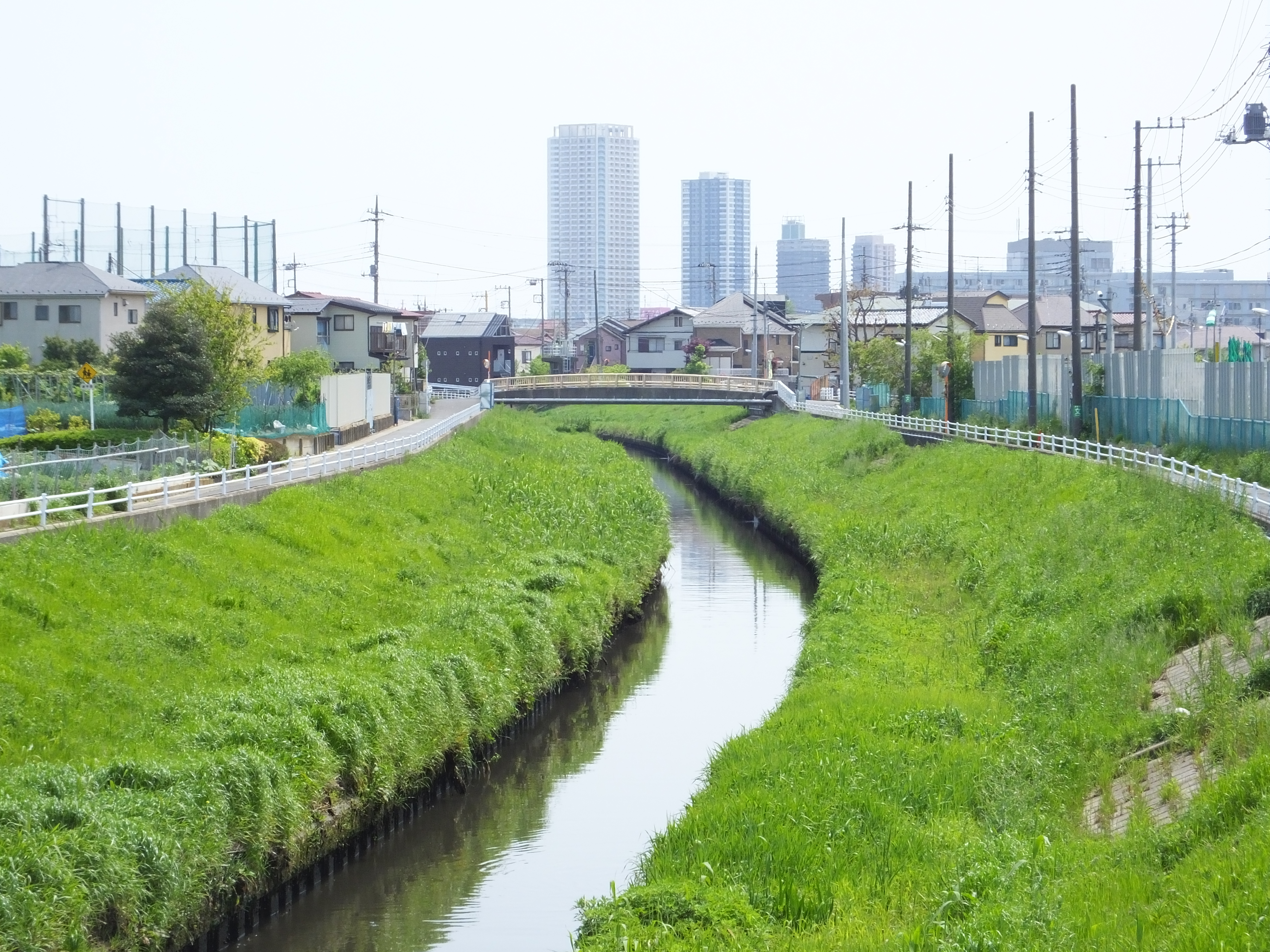
国分橋より下流方、八幡市街地を望む

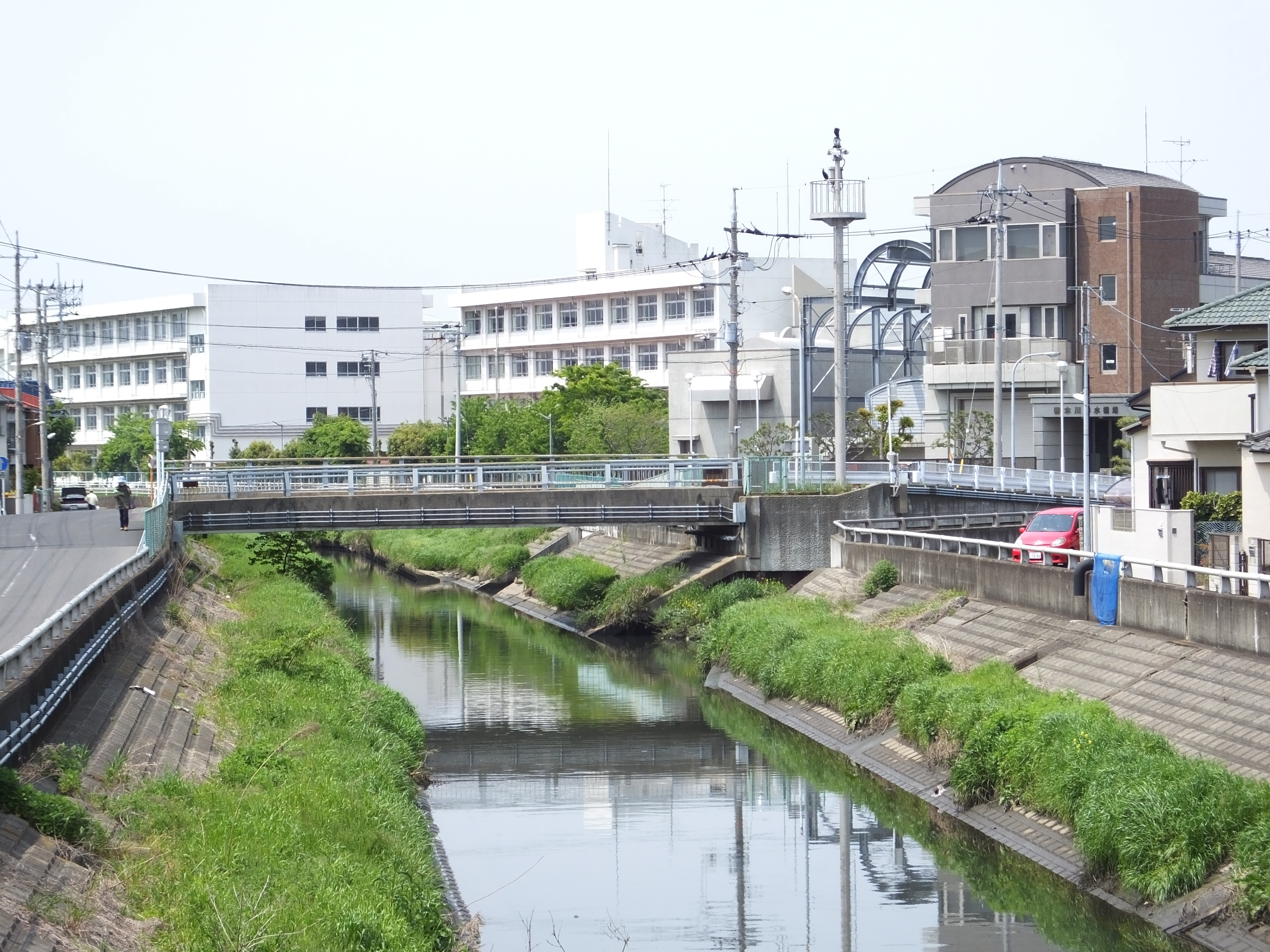
国分川と一級河川春木川との合流点（須和田橋より上流方）

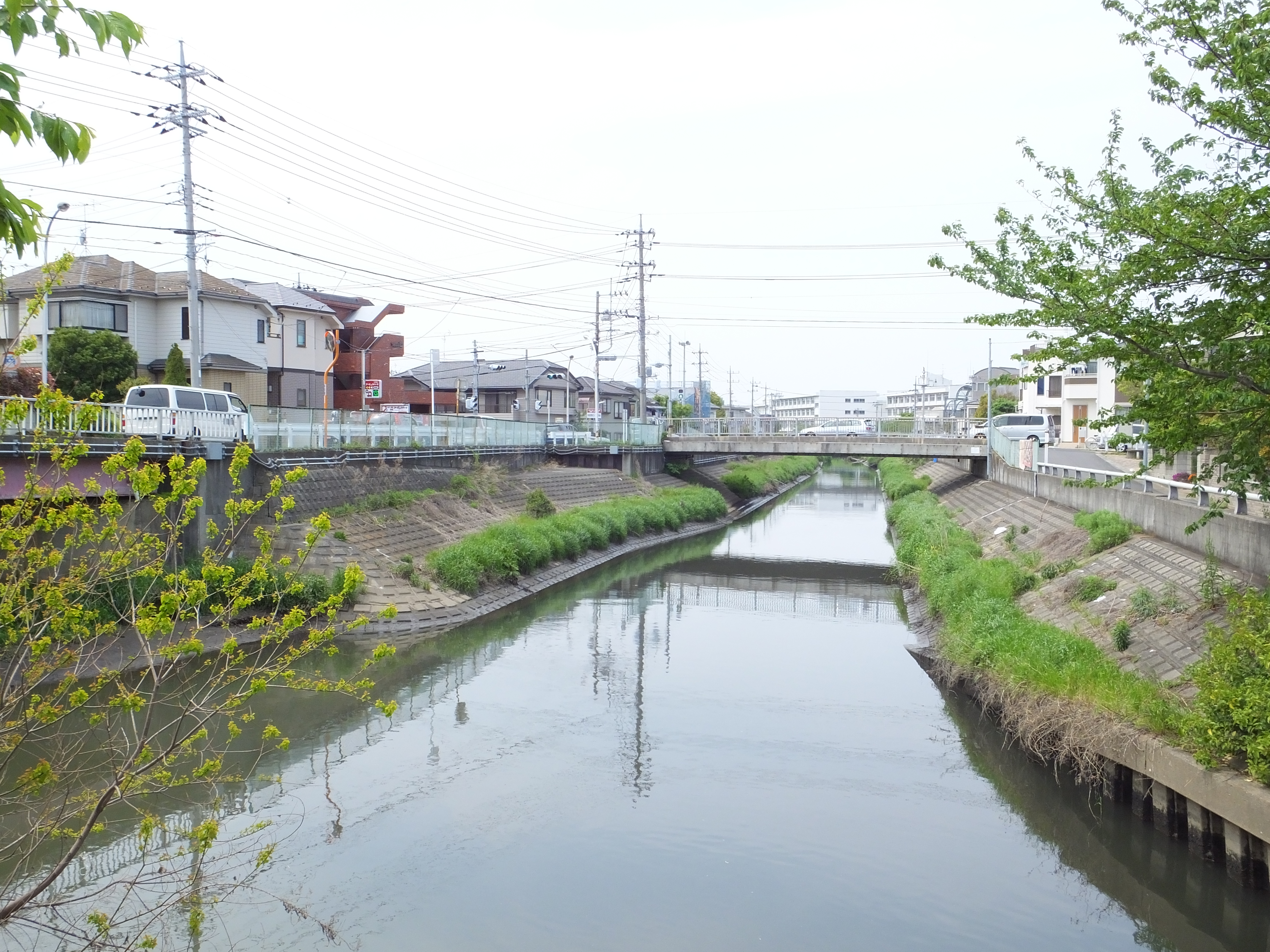
河口、真間川への流入地点

上流より記載
- 春木川橋
- 願い橋
- 武蔵野線橋梁
- 爽やか橋
- 仲よし橋
- 思い出橋
- 高暮橋
- 直刀橋
- 剣橋
- 小玉橋
- 黎明橋（まてばしい通り）
- 高坏橋
- 子の神橋
- 大山橋
- 獅子舞橋
- 赤橋
- 大橋（国道464号）
- 国分川2号橋
- 国分川3号橋
- 国分川橋（千葉県道180号松戸原木線）
- 北総線橋梁
- 秋山弁天橋
- 堀之内橋
- 関下橋
- 雷下橋（いかづちしたはし）
- 北下橋
- 国分前橋
- 下り松橋
- 国分橋（千葉県道264号高塚新田市川線）
- 塚田橋
- 東国分橋
- 朝日橋
- 大境橋
- 須和田橋

### 一級河川春木川
- 春雨橋
- にっこう橋
- 曽谷橋（千葉県道180号松戸原木線）
- 富貴塚橋
- ふれあい橋
- 百合台橋
- ゆりの橋

## 参考資料
- 真間川改修事務所（千葉県）
- 真間川各施設の整備概要（千葉県）
- 治水・国分川の整備（松戸市）
- 市川市議会会議録　2003年6月第8日目（6月24日）
- 市川市議会会議録　2007年12月第9日目（12月12日）
- 市川市議会会議録　2008年9月第7日目（9月18日）
- 市川市議会会議録　2012年2月第9日目（3月9日）
- 松戸市議会会議録　平成21年6月定例会（6月17日）